# Jon Andoni Pérez
Jon Andoni Pérez Alonso, plus connu sous le nom de Bolo (né le 5 mars 1974 à Bilbao au Pays basque espagnol), est un footballeur espagnol reconverti entraîneur.

## Biographie
Bolo est un pur produit de la Cantera (centre de formation) de l'Athletic Bilbao à Lezama. Son premier match avec l'équipe première du club basque de sa ville natale est le 20 février 1994 lors d'une défaite 0–1 contre le Real Saragosse, ce qui est son seul match en Liga lors de la saison 1993–94.
Après une période de quatre ans dans le grand club de Bilbao (avec des prêts du côté du CA Osasuna et de l'Hércules CF), il part ensuite en 1998 pour évoluer dans le club du Rayo Vallecano (avec lequel il rencontre quelque succès, jouant même la coupe UEFA), avant de rejoindre le Gimnàstic de Tarragone puis le CD Numancia.
En août 2008, son contrat n'est pas reconduit par l'équipe de Soria de Numancia lors de son retour en D1. Il retourne alors dans sa région, le Pays basque pour jouer dans l'équipe de D3 du Barakaldo CF. Après une saison passée au club, il prend sa retraite à 35 ans, et devient le nouveau directeur général du club.